# Wahlkreis Cunninghame North (Schottisches Parlament)
| Cunninghame North                 |
| --------------------------------- |
| Cunninghame North · West Scotland |
| Gebildet                          |
| 1999                              |
| Abgeordneter                      |
| Kenneth Gibson (SNP)              |
| Regionen                          |
| North Ayrshire                    |

Cunninghame Northe ist ein Wahlkreis für das Schottische Parlament. Er wurde 1999 als einer von neun Wahlkreisen der Wahlregion West of Scotland eingeführt, die im Zuge der Revision der Wahlkreise im Jahre 2011 neu zugeschnitten und in West Scotland umbenannt wurde. Hierbei wurden geringe Veränderungen an den Grenzen des Wahlkreises Cunninghame North vorgenommen. Der Wahlkreis umfasst die nördlichen Gebiete der Council Area North Ayrshire inklusive der Inseln Arran, Great Cumbrae und Little Cumbrae. Die größten Städte innerhalb der Grenzen sind Ardrossan, Largs und Saltcoats. Zusammen mit Cunninghame South deckt Cunninghame North die Gebiete North Ayrshires vollständig ab. Der Wahlkreis entsendet einen Abgeordneten.
Der Wahlkreis erstreckt sich über eine Fläche von 774,8 km2. Im Jahre 2020 lebten 68.625 Personen innerhalb seiner Grenzen.

## Wahlergebnisse

### Parlamentswahl 1999
| Ergebnisse der Parlamentswahl 1999 | Ergebnisse der Parlamentswahl 1999 | Ergebnisse der Parlamentswahl 1999 | Ergebnisse der Parlamentswahl 1999 |
| Partei                             | Kandidat                           | Stimmen                            | %                                  |
| ---------------------------------- | ---------------------------------- | ---------------------------------- | ---------------------------------- |
| Labour                             | Allan Wilson                       | 14.371                             | 42,9                               |
| SNP                                | Kay Ullrich                        | 9563                               | 28,6                               |
| Conservative                       | Mike Johnston                      | 6649                               | 19,9                               |
| Liberal Democrats                  | Calum Irving                       | 2900                               | 8,7                                |
| Wahlbeteiligung: 33.491 (59,95 %)  |                                    |                                    |                                    |

### Parlamentswahl 2003
| Ergebnisse der Parlamentswahl 2003 | Ergebnisse der Parlamentswahl 2003 | Ergebnisse der Parlamentswahl 2003 | Ergebnisse der Parlamentswahl 2003 | Ergebnisse der Parlamentswahl 2003 |
| Partei                             | Kandidat                           | Stimmen                            | %                                  | ±                                  |
| ---------------------------------- | ---------------------------------- | ---------------------------------- | ---------------------------------- | ---------------------------------- |
| Labour                             | Allan Wilson                       | 11.145                             | 38,9                               | −4,0                               |
| SNP                                | Campbell Martin                    | 7755                               | 27,1                               | −1,5                               |
| Conservative                       | Peter Ramsay                       | 5542                               | 19,4                               | −0,5                               |
| Liberal Democrats                  | John Boyd                          | 2333                               | 8,2                                | −0,5                               |
| Socialist                          | Sean Scott                         | 1859                               | 6,5                                | +6,5                               |
| Wahlbeteiligung: 28.631 (51,76 %)  |                                    |                                    |                                    |                                    |

### Parlamentswahl 2007
| Ergebnisse der Parlamentswahl 2007 | Ergebnisse der Parlamentswahl 2007 | Ergebnisse der Parlamentswahl 2007 | Ergebnisse der Parlamentswahl 2007 | Ergebnisse der Parlamentswahl 2007 |
| ---------------------------------- | ---------------------------------- | ---------------------------------- | ---------------------------------- | ---------------------------------- |
| Partei                             | Kandidat                           | Stimmen                            | %                                  | ±                                  |
| SNP                                | Kenneth Gibson                     | 9295                               | 30,7                               | +3,6                               |
| Labour                             | Allan Wilson                       | 9247                               | 30,6                               | −8,3                               |
| Conservative                       | Philip Lardner                     | 5466                               | 18,1                               | −1,3                               |
| Parteilos                          | Campbell Martin                    | 4423                               | 14,6                               | +14,6                              |
| Liberal Democrats                  | Lewis Hutton                       | 1810                               | 6,0                                | −2,2                               |
| Wahlbeteiligung: 30.241 (54,07 %)  |                                    |                                    |                                    |                                    |

### Parlamentswahl 2011
| Ergebnisse der Parlamentswahl 2011 | Ergebnisse der Parlamentswahl 2011 | Ergebnisse der Parlamentswahl 2011 | Ergebnisse der Parlamentswahl 2011 | Ergebnisse der Parlamentswahl 2011 |
| Partei                             | Kandidat                           | Stimmen                            | %                                  | ±                                  |
| ---------------------------------- | ---------------------------------- | ---------------------------------- | ---------------------------------- | ---------------------------------- |
| SNP                                | Kenneth Gibson                     | 15.539                             | 52,6                               | +21,9                              |
| Labour                             | Allan Wilson                       | 9422                               | 31,9                               | +1,3                               |
| Conservative                       | Maurice Golden                     | 4032                               | 13,7                               | −4,4                               |
| Liberal Democrats                  | Mallika Punukollu                  | 543                                | 1,8                                | −4,2                               |
| Wahlbeteiligung: 29.536 (52,23 %)  |                                    |                                    |                                    |                                    |

### Parlamentswahl 2016
| Ergebnisse der Parlamentswahl 2016 | Ergebnisse der Parlamentswahl 2016 | Ergebnisse der Parlamentswahl 2016 | Ergebnisse der Parlamentswahl 2016 | Ergebnisse der Parlamentswahl 2016 |
| Partei                             | Kandidat                           | Stimmen                            | %                                  | ±                                  |
| ---------------------------------- | ---------------------------------- | ---------------------------------- | ---------------------------------- | ---------------------------------- |
| SNP                                | Kenneth Gibson                     | 16.587                             | 51,9                               | −0,7                               |
| Conservative                       | Jamie Greene                       | 7.863                              | 24,6                               | +10,9                              |
| Labour                             | Johanna Baxter                     | 6.735                              | 21,1                               | −10,8                              |
| Liberal Democrats                  | Charity Pierce                     | 780                                | 2,4                                | +0,6                               |
| Wahlbeteiligung: (57,4 %)          |                                    |                                    |                                    |                                    |

### Parlamentswahl 2021
| Ergebnisse der Parlamentswahl 2021 | Ergebnisse der Parlamentswahl 2021 | Ergebnisse der Parlamentswahl 2021 | Ergebnisse der Parlamentswahl 2021 | Ergebnisse der Parlamentswahl 2021 |
| Partei                             | Kandidat                           | Stimmen                            | %                                  | ±                                  |
| ---------------------------------- | ---------------------------------- | ---------------------------------- | ---------------------------------- | ---------------------------------- |
| SNP                                | Kenneth Gibson                     | 18.227                             | 49,0                               | −2,9                               |
| Conservative                       | Jamie Greene                       | 10.451                             | 28,1                               | +3,5                               |
| Labour                             | Katy Clark                         | 7.536                              | 20,3                               | −0,8                               |
| Liberal Democrats                  | Ruby Kirkwood                      | 967                                | 2,6                                | +0,2                               |
| Wahlbeteiligung: 64 %              |                                    |                                    |                                    |                                    |